# M'Bagne
M'Bagne est une commune et une ville du sud-ouest de la Mauritanie, située dans le département de M'Bagne de la région de Brakna, à la frontière avec le Sénégal.

## Géographie
Le climat de M'Bagne est de type désertique. La température moyenne annuelle est de 31,1 °C, les précipitations annuelles de 290,9 mm en moyenne.